# François Bellot

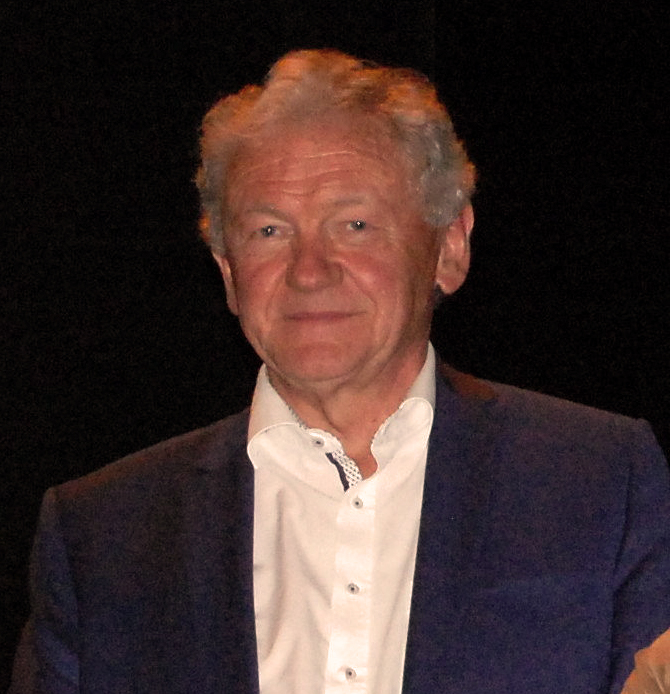
François Bellot, 2018

François Bellot (* 8. Februar 1954 in Jemelle) ist ein belgischer Politiker der Mouvement Réformateur (MR). Bellot ist langjähriger Parlamentarier und war seit dem Rücktritt von Jacqueline Galant (MR) amtierender Föderalminister für Mobilität. Auf lokaler Ebene ist er seit 1995 Bürgermeister von Rochefort.

## Leben
François Bellot ist von der Ausbildung Zivilingenieur (ULg), Handelsingenieur (UCL), Lizenziat in Politikwissenschaften (UCL) und Absolvent der französischen Kaderschmiede École nationale d’administration (ENA, Paris). Danach arbeitete er beim Verkehrsministerium der Wallonischen Region.
Seinen Einstieg in die Politik machte Bellot 1982 auf Anraten von Jean Gol (PRL). Zunächst war er Mitglied des Öffentlichen Sozialhilferates in Rochefort. In derselben Gemeinde übernahm er 1995 das Amt des Bürgermeisters, das er – bis auf ein Intermezzo von 1998 bis 2001, als er Mitglied des Provinzkollegiums in Provinz Namur war – bis heute bekleidet.
Im Jahr 2000 gelang ihm die Wahl in die Abgeordnetenkammer, bevor er 2010 in den Senat wechselte. Dort saß er dem Sonderausschuss zur Aufklärung des Eisenbahnunfalls bei Buizingen vor. Bei den Regionalwahlen vom 25. Mai 2014 wurde er schließlich ins Wallonische Parlament und ins Parlament der Französischen Gemeinschaft gewählt.
Als nach den Terroranschlägen in Brüssel im März 2016 bekannt wurde, dass die Europäische Kommission bereits in den Jahren 2011 und 2015 auf Sicherheitslücken im Bereich des Flughafens Brüssel-Zaventem hingewiesen hatte, und die föderale Mobilitätsministerin Jacqueline Galant (MR) daraufhin ihren Rücktritt bei Premierminister Charles Michel (MR) einreichte, wurde François Bellot am 18. April 2016 als ihr Nachfolger vereidigt.

## Übersicht der politischen Ämter
- 1982 – 1988: Mitglied des Öffentlichen Sozialhilferates in Rochefort
- 1989 – heute: Mitglied des Gemeinderats in Rochefort
- 1995 – 1998: Bürgermeister von Rochefort
- 1995 – 2001: Mitglied des Rates der Provinz Namur
- 1998: Erster Schöffe in Rochefort
- 1998 – 2001: Mitglied des Provinzkollegiums (Permanentdeputation) in Namur
- 2000 – 2010: Mitglied der föderalen Abgeordnetenkammer
- 2001 – heute: Bürgermeister von Rochefort (teilweise verhindert)
- 2010 – 2014: Senator
- 2014 – heute: Mitglied des Wallonischen Parlaments und des Parlaments der Französischen Gemeinschaft (teilweise verhindert)
- 2016 – 2020: Föderaler Minister für Mobilität, mit Belgocontrol und der NMBS/SNCB beauftragt, ununterbrochen von der Regierung Michel bis zur Regierung Wilmès